# Indavl
Indavl er reproduktion med individer eller organismer der er genetisk nært beslægtede. Et individ, hvis forældre er beslægtede med hinanden, er indavlet. En væsentlig effekt af indavl er indavlsdepression, som er en genetisk svækkelse.

## Definition af Indavl
Diploide individer bærer to kopier af hvert gen. Når individer er resultatet af parring mellem beslægtede individer, så vil de to kopier i en del af individets gener være kopier af den samme kopi i en tidligere generation. De to kopier af genet siges da at være identiske ved arv. I og med at de to kopier er identiske, så vil individets genotype for dette gens vedkommende være homozygot.
Fordelen ved den kønnede formering tabes herved helt eller delvist, når det er individer med meget ensartede arveanlæg, der bliver forældre. 
Indavl optræder som følge af krydsning mellem nære slægtning og underinddeling af populationer.
Krydsning mellem individer fra forskellige populationer kaldes udavl. 
Effekten af indavl er ikke arvelig: Afkom af et indavlet individ, som ikke er beslægtet med den anden forælder, ikke indavlet.

### Indavlsdepression
Ofte ses der tydelige tegn på degeneration i forbindelse med indavl. Dette begtegnes indavlsdepression. Det kan f.eks. ytre sig ved en øget hyppighed af arvelige sygdomme, ved et svagere immunforsvar eller ved mental retardering.
Indavl optræder i avlsarbejde, men opstår også i naturen, f.eks. hvis en art er tæt på udslettelse og kun nogle få individer overlever. Man kan f.eks. se af gepardens arveanlæg, at samtlige nulevende dyr nedstammer fra nogle ganske få. 
Tilsvarende kan det vises, at det var ganske få mennesker, der foretog udvandringen fra Afrika. Det kan ses af, at variationen hos en enkelt pygmæstamme er 9 gange større, end den er hos hele resten af jordens befolkning tilsammen.
Både hos geparden og hos mennesket stammer alle derfor fra ganske få overlevere. De var heldige under nogle afgørende prøvelser i fortiden, men den manglende, genetiske variation er en lurende trussel under artens muligheder for at overleve nye katastrofer.
Det er to konkurrerende forklaringer på indavlsdepression. 
- Indavl forøger forekomsten af skadelige homozygote genotyper - herunder recessive genetiske sygdomme.
- Indavl reducerer forekomsten af gavnlige heterozyogte genotyper.

De to forklaringer udelukker ikke hinanden.
Udavl ledsages ofte af forbedrede egenskaber. Dette betegnes krydsningsfrodighed. Krydsningsfrodighed kan opfattes som en ophævelse af den indavl, som er til stede i de populationer, som de krydsede individer stammer fra.

## Slægtskabsgraden
Graden af indavl kan måles med den såkaldte indavlskoefficient Fi og slægtskabskoefficienten Fij. Grundlaget for disse er identitetskoefficienten. Identitetskoefficienten θij for et par tilfældigt udtagne gener fra individerne i og j er identiske ved arv, dvs., at de er kopier af det samme gen i en tidligere generation. Hvis de to gener er de to kopier i samme individ i, så er indavlskoefficienten Fi=2θii-1. Hvis i og j er forskellige individer, så er deres slægtskabskoefficient Fij=2θij. Slægtskabskoefficienten er altid mellem 0 og 2. To ubeslægtede individer har en slægtskabskoefficient på Fij=0. To individer, som er hinandens kloner vil have en slægtskabskoefficient Fij=2. Indavlskoefficienten kan maksimalt være 1, hvor alle gener i individet er indavlede. Indavlskoefficienten kan godt være negativ. Det ses ofte i avlsprogrammer, at indavlskoefficienten i gennemsnit er svagt negativ. Hvis to forældre i og j har en slægtskabskoefficient på Fij, så vil deres afkom k have en indavlskoefficient på Fk=½Fij.

### Eksempel
To ubeslægtede individer i og j parres. Da de er ubeslægtede, er deres slægtskabskoefficient Fij=0. De får to afkom k og l. Hvis vi udvælger et tilfældigt gen fra hver af i og k, så vil sandsynligheden for at k's gen er arvet fra i være ½, og sandsynligheden for, at i's gen er nedarvet til k vil også være ½. Sandsynligheden for, at k's gen er en kopi af det gen, som vi valgte fra i, er derfor θik=¼. Så slægtskabet mellem i og k bliver derfor Fik=2θik=½. Det samme gælder for i og l, j og k og j og l. Slægtskabskoefficienten mellem k og l findes således: Udtag et tilfældigt gen fra hvert af k og l. Sandsynligheden for, at de to gener er arvet fra samme forælder (i eller j) er ½. Hvis de er arvet fra samme forælder, så er sandsynlighed for, at de er kopier af den samme kopi i forælderen ½. Sandsynligheden for, at de to gener er identiske ved arv er derfor θkl=½ ½ =¼, og derfor bliver Fkl=2θkl=½. Indavlskoefficienterne for k og l er Fk=Fl=½Fij=0. Hvis nu k og l krydses, så vil deres afkom m være indavlet. Indavlskoefficienten for m bliver Fm=½Fkl=¼.

## Avl
Indavl optræder både som problem og som værktøj i praktisk dyre- og planteavl.

### Indavl som avlsmæssigt problem
I avl af store husdyr såsom køer og svin er indavl et problem. Især på grund af det lille antal handyr, som bruges i avlen,  vil alle dyr i en population efter få generationer i en eller anden grad være i slægt med hinanden. Det vil sige, at en eller anden grad af indavl ikke kan undgås.
Blandt konsekvenserne af indavl i avlsprogrammer er:
- Indavlsdepression, som gør individerne svagere og generelt dårligere fungerende.
- Tab af genetisk variation, hvilket betyder reduceret genetisk fremgang i senere generationer.
- Øget usikkerhed om resultatet af avlsprogrammer.
- Øget risiko for, at recessive genetiske sygdomme udbredes i populationen.

I velorganiserede avlsprogrammer gøres der derfor store anstrengelser for at begrænse stigningen i indavlsgraden. I de fleste avlsprogrammer er hovedårsagen til stigning i indvalsgraden, at der kun benyttes et lille antal handyr i avlen, og at disse udnyttes meget uligeligt. I de senere år er der udviklet teknikker baseret på optimal contribution-teori, som tillader en langt bedre håndtering af brugen af dyr i avlen end før.
Indavl er et stort problem i mange mindre husdyrracer, f.eks. hunde- og katteracer, som har problemer med diverse genetiske sygdomme som følge af recessive sygdomsalleler. Opdelingen i mange små racer, hver kun med et begrænset antal individer - og i særdeleshed få avlsaktive hanner, er hovedårsagen til problemerne med indavl. Indavl er også en trussel mod mange bevaringspopulationer af husdyr, populationer i zoologiske haver og stærkt truede arter i naturen.

### Rene linjer
Især i planteavlen benytter man sig af indavl til at fiksere ønskede egenskaber. I yderste konsekvens kan avlen sigte efter at frembringe rentavlende linjer (eller rene linjer), hvori der kun findes meget lidt eller slet ingen genetisk variation. For at frembringe rene linjer krydser man i hver generation beslægtede individer med hinanden. Linjerne avles efter at være rentavlende for den eller de egenskaber, som er af interesse. 
Ekstreme former for krydsning for at frembringe rene linjer er søskende tilbagevendende krydses med hinanden, eller krydsningsmønstre, hvor afkom tilbagevendende krydses med et særligt interessant eller fremragende individ.
Mange linjer vil gå tabt i indavlsprocessen som følge af indavlsdepression. Der kræves et skarpt udvalg for at for at modvirke fiksering af uønskede gener.
Ved krydsningsavl fremstilles rene linjer, som så krydses, så der opstår en ensartet genotype med særligt ønskværdige egenskaber. Den første krydsningsgeneration (F1) kaldes en F1-hybrid. Udover den genetiske ensartethed, så hidrører en del af F1-generationens overlegenhed i forhold til forældrelinjerne fra, at den indavl (og dermed indavlsdepression), som findes i rentavlende forældrelinjer, ophæves.

## Mennesker

### Prævalens
Global forekomst af ægteskab mellem personer der er halvfætter/halvkusine eller tættere beslægtede,  ifølge US National Center for Biotechnology Information 2012, i procent.

### Social regulering
I de fleste samfund og i mange religioner er der regler og tabuer, som forbyder ægteskab og seksuelt samkvem mellem nære slægtninge. Der er dog forskel på, hvilken grad af slægtskab forbuddene gælder.

### Tilfældet Habsburg
I slægten Habsburg ses et klassisk (og grelt) eksempel på indavl. Som det ses af figuren, er adskillige af Karl 2.s forfædre nært beslægtede:
- Hans far, Filip 4. af Spanien, er onkel til hans mor, Maria Anna af Østrig,
- Hans mormor, Maria Anna af Spanien, er kusine til hans morfar, kejser Ferdinand 3.,
- Hans farmor, Margarete af Østrig, er kusine til hans farfars mor, Anna af Østrig,
- Hans farfars far, Filip 2. af Spanien, er onkel til hans farfars mor,
- Hans farfars morfar, kejser Maximilian 2., var fætter til Maria af Spanien, hans farfars mormor,
- Hans farfars farfar, kejser Karl 5., var fætter til hans farfars farmor, Isabella af Portugal.

På denne baggrund kan det ikke undre at de særlige habsburgske ansigtstræk gennem tiden forstærkedes og forværredes til egentlige deformationer. Karl 2. var således ude af stand til at tygge og desuden mentalt tilbagestående, sandsynligvis som følge af indavl.